# Gianni Russo
Pour les articles homonymes, voir Russo.
Gianni Russo est un acteur, scénariste et producteur américain né le 12 décembre 1943 à Manhattan. Il est surtout connu pour son rôle de Carlo Rizzi dans le film Le Parrain, sorti en 1972.

## Biographie
D'origine italienne, Russo est né à Manhattan et a grandi à Little Italy et Staten Island. Après avoir repris le personnage de Rizzi dans une brève scène de flash-back à la fin du Parrain II, Russo a joué dans plus de 46 films, dont Goodnight, My Love (en) (1972), Lepke, le caïd (1975), Laserblast (1978), Le ciel s'est trompé (1989), Premiers pas dans la mafia (1990), Side Out (en) (1990), Another You (1991), Super Mario Bros. (1993), L'Enfer du dimanche (1999) et Pur Sang, la légende de Seabiscuit (2003).
Russo affirme avoir commencé une carrière dans le crime organisé en travaillant comme garçon de courses et associé de la mafia pour Frank Costello alors qu'il était adolescent, mais il a ensuite abandonné le mode de vie dangereux et instable du monde du crime organisé.
Depuis le début de sa carrière d'acteur, Russo a été le propriétaire d'un restaurant de Las Vegas appelé Gianni Russo's State Street, situé au 2570 State Street sur le Strip de Las Vegas, établissement désormais fermé depuis 1988. Russo a fait l'objet de 23 inculpations criminelles fédérales pour diverses accusations découlant de prétendues associations avec le crime organisé, mais il n'a jamais été inculpé.
En 1988, Gianni Russo tua de deux balles dans la tête Lorenzo Morales, un ressortissant cubain de 30 ans qui l'avait agressé avec un tesson de bouteille au State Street Lounge, une boite de nuit de Las Vegas dont il était le propriétaire. Lorenzo Morales étant un lieutenant du cartel de Medellín, un contrat fut rapidement placé sur la tête de son tueur. Cependant, lorsque Pablo Escobar découvrit que celui-ci n'était d'autre que Gianni Russo, il l'annula car il était un grand amateur du Parrain,.
Russo est également chanteur. En 2004, il a sorti un CD intitulé Reflections qui rend hommage à Dean Martin et Frank Sinatra.
Russo possède une marque de vin, Gianni Russo Wines, qui a fait ses débuts sur le marché en 2009.
En 2019, il a publié ses mémoires, intitulés Hollywood Godfather : My Life in the Movies and the Mob. Selon ses mémoires, il était ami et a eu une relation avec Marilyn Monroe. Dans cette même biographie, il raconte lui-même que pendant le tournage du Parrain, Marlon Brando a essayé de faire renoncer Francis Ford Coppola à garder Russo, puisque ce dernier n'avait pas d’expérience dans le monde du cinéma par le passé et que son rôle avait une grande influence sur le scénario du film. Cette situation a rendu Russo furieux, qui est ensuite allé menacer Brando, en le plaquant contre un mur, afin de le faire changer d'avis. Cet acte téméraire s'est avéré être une bénédiction pour Russo, car Brando pensant que celui-ci jouait la comédie, a été si impressionné par sa performance qu’il est devenu convaincu qu'il serait le bon acteur pour le rôle.

## Filmographie partielle

### Comme acteur
- 1972 : Le Parrain (The Godfather) de Francis Ford Coppola : Carlo Rizzi
- 1972 : Goodnight, My Love (TV) : Michael Tarlow
- 1973 : The Bait (TV) : Gianni Ruggeri
- 1974 : Le Parrain II (The Godfather: Part II) : Carlo Rizzi
- 1975 : Lepke, le caïd (Lepke) : Albert Anastasia
- 1976 : The Four Deuces : Chip Morono, the « Deuce of Clubs »
- 1978 : Rayon laser (Laserblast) : Tony Craig
- 1979 : Winter Kills : copilote
- 1986 : Le Retour de Mike Hammer (The Return of Mickey Spillane's Mike Hammer) de Ray Danton (TV) : Un joueur
- 1987 : Un flic dans la mafia (Wiseguy) (TV) : Dave Steelgrave
- 1989 : Le Ciel s'est trompé (Chances Are), d'Emile Ardolino : Anthony Bonino
- 1990 : Side Out : Dick Sydney
- 1990 : Premiers pas dans la mafia (The Freshman) : Maitre D' Gourmet Club
- 1991 : Justice sauvage (Out for Justice) : Sammy
- 1991 : Le Menteur et le Tricheur (Another You) : Carlos
- 1991 : Perry Mason: The Case of the Fatal Fashion (TV) : Marco Sabatini
- 1992 : The Godfather Trilogy: 1901-1980 (vidéo) : Carlo Rizzi
- 1992 : Stay Tuned : Guido
- 1993 : Super Mario Bros. : Scapelli
- 1995 : P.C.H. (TV) : Jake Mondello
- 1996 : Striptease d'Andrew Bergman : Willy Rojo
- 1998 : Circles
- 1999 : L'Enfer du dimanche (Any Given Sunday) : Johnny Polito
- 2000 : Rope Art : Sen. Bob Krause
- 2000 : Family Man (The Family Man) : Nick
- 2001 : Destination : Graceland (3000 Miles to Graceland) : Money Cart Guard
- 2001 : Harvard Story (Harvard Man) : Andrew Bandolini
- 2001 : Rush Hour 2 : Red Dragon Pit Boss
- 2002 : Dragon rouge (Red Dragon) : Newsie
- 2003 : Pur Sang, la légende de Seabiscuit (Seabiscuit) : Alberto Gianini
- 2004 : Coup d'éclat (After the Sunset) : Clippers Fan

### Comme scénariste
- 1995 : P.C.H. (TV)
- 1996 : For Which He Stands

### Comme producteur
- 1995 : P.C.H. (TV)
- 1995 : A.J.'s Time Travelers (série TV)